# هاينز باول
هاينز باول (بالألمانية: Heinz Paul)‏ هو منتج أفلام وكاتب سيناريو ومخرج ألماني، ولد في 13 أغسطس 1893 في ميونخ في ألمانيا، وتوفي في 14 مارس 1983 في بافاريا في ألمانيا.

## وصلات خارجية
- هاينز باول على موقع IMDb (الإنجليزية)
- هاينز باول على موقع ألو سيني (الفرنسية)
- هاينز باول على موقع أول موفي (الإنجليزية)
- هاينز باول على موقع قاعدة بيانات الأفلام السويدية (السويدية)
- هاينز باول على موقع قاعدة بيانات الفيلم (الإنجليزية)
- هاينز باول على موقع كينوبويسك (الروسية)